# Maxime Zianveni
Maxime Virgile Zianveni (Nancy, 29 dicembre 1979) è un ex cestista e allenatore di pallacanestro francese con cittadinanza centrafricana.

## Carriera
Con la Rep. Centrafricana ha disputato i Campionati africani del 2011.
Da allenatore ha guidato la Rep. Centrafricana ai Campionati europei del 2021

## Palmarès
- Semaine des As: 1

Nancy: 2005
- Coppa Korać: 1

SLUC Nancy: 2001-02